# Rubiks Magic

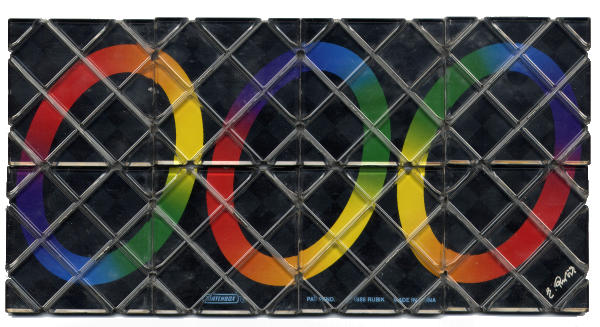
Rubiks Magic i ursprungsläget

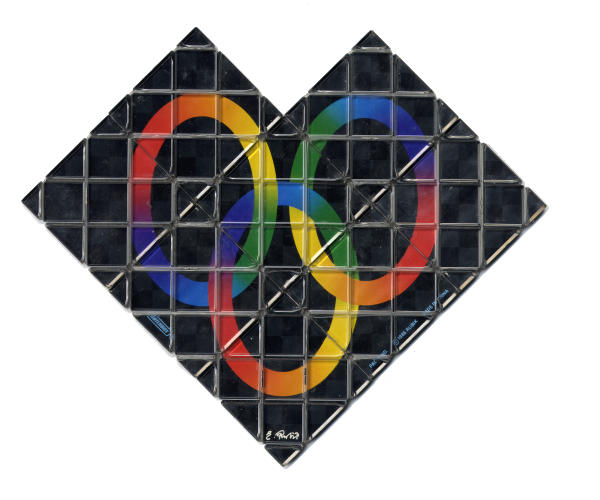
Rubiks Magic i löst läge

Rubiks Magic är ett pussel tillverkat av den ungerske professorn Ernő Rubik som även gjorde den berömda kuben. Den lanserades 1985.
Pusslet är uppbyggt av 8 kvadratiska plastskivor som hålls samman av slutna nylontrådar. Varje bit har ett mönster och i ursprungsläget formar bitarna, som sitter i ett 2x4-mönster 3 separata ringar. Målet är att från ursprungsläget lösa fram möstret på den motsatta sidan. För att detta ska kunna uppnås måste en serie av vikningar utföras så att bitarna och trådarna som håller ihop dem flyttas inbördes. När det lösta läget är uppnått så har pusslet antagit en "V-form" och mönstret visar 3 sammanlänkade ringar.

## Former

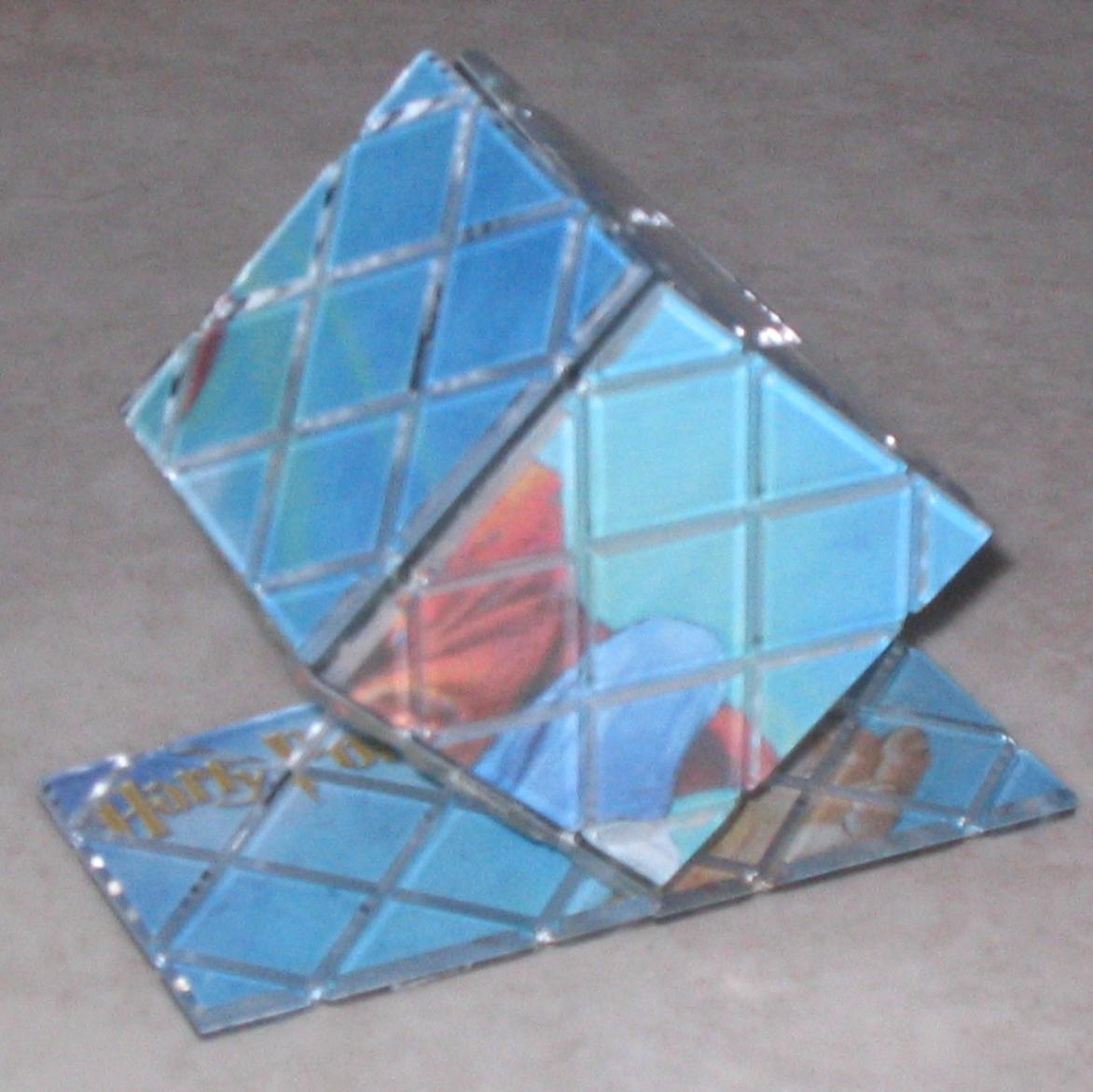
Harry Potter-Magic i kubformen

Det går också att försöka uppnå olika former med Rubiks Magic. Det går endast att få pusslet till två platta former, "2x4-formen" och "V-formen". Däremot kan man uppnå ett tiotal olika tredimensionella former såsom "kuben" och "stolen".

## Tävling
Rubiks Magic var en officiell tävlingsgren godkänd av World Cube Association. Tävlingsmomentet gick ut på att på snabbast möjliga tid få pusslet från sitt ursprungsläge till det andra lösta läget. Alla tävlande fick göra 5 försök vardera varefter det bästa och det sämsta resultatet av de 5 räknades bort. Därefter räknades medelvärdet på de 3 återstående resultaten ut för att på så sätt få en rättvis bedömning av vem som segrat. Eftersom lösningen alltid är densamma kommer de snabbaste lösarna ner i mycket korta tider. 

### Rekord
Världsrekorden innehas av ungraren Mátyás Kuti med en singeltid på 0,86 sekunder och ett medel på 0,96 sekunder. 
De svenska rekorden innehas av Erik Johansson med en singeltid på 1,14 sekunder och ett medel på 1,29 sekunder.

### Mästare
I oktober 2007 utsågs Róbert Örkényi till världsmästare med ett medel på 1,19 sekunder.
Den svenska mästaren i Rubiks Magic 2007 är Erik Johansson som även tog hem titeln 2006.

## Liknande pussel

### Rubiks Master Magic

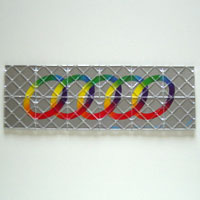
Master Magic i ursprungsläget

Master Magic är en större variant av Rubiks Magic som istället består av 12 bitar. Förutom den ökade svårighetsgraden är pusslets koncept identiskt.

### Super Magic
Super Magic, eller Magic Balls som den mest kända varianten kallas, är en ännu större variant av Rubiks Magic. En Super Magic består av 16 bitar och tar mycket längre tid att lösa ut än originalet.